# Desa Wonosari (administrativ by i Indonesien, Jawa Tengah, lat -7,01, long 109,60)
Desa Wonosari är en administrativ by i Indonesien.   Den ligger i provinsen Jawa Tengah, i den västra delen av landet, 300 km öster om huvudstaden Jakarta.